# Selection Sixteen
Albums de Squarepusher
Maximum Priest EP
(1999) Go Plastic
(2001)
Selection Sixteen est un album de musique électronique de Squarepusher sorti le 8 novembre 1999 chez Warp Records.

## Liste des morceaux
| No     | Titre           | Durée |
| ------ | --------------- | ----- |
| 1/A1.  | The Eye         | 2:17  |
| 2/A2.  | Square Rave     | 3:01  |
| 3/A3.  | Time Borb       | 1:04  |
| 4/B1.  | Dedicated Loop  | 3:47  |
| 5/B2.  | Tomorrow World  | 4:56  |
| 6/B3.  | Cool Veil       | 0:33  |
| 7/C1.  | Schizm Track #1 | 5:07  |
| 8/C2.  | Freeway         | 1:38  |
| 9/C3.  | Snake Pass      | 3:30  |
| 10/D1. | Yo              | 0:29  |
| 11/D2. | Mind Rubbers    | 4:06  |
| 12/D3. | Tesko           | 0:20  |
| 13/D4. | Acid Tape Track | 3:54  |

| 14/A1. | 8 Bit Mix #1                          | 1:04 |
| 15/A2. | 8 Bit Mix #2                          | 0:56 |
| 16/A3. | Schizm Track #2 Mix                   | 3:45 |
| 17/B.  | Ceephax Mix (Remix de Andy Jenkinson) | 6:03 |

| 18. | Dead 'n' Gone, y'All (Featuring FIR-Q) | 1:24 |